# Máximo de Óstia
Máximo (em latim: Maximus) foi um presbítero, citado nos Atos de Áurea de Óstia, que foi martirizado a mando do vigário Úlpio Rômulo. É citada apenas nos Atos e, diante da dúvida sobre a veracidade das informações contidas na obra, pensa-se que talvez não tenha existido. Seja como for, a narrativa de passa no reinado do imperador Cláudio II (r. 268–270). Após sua morte por decapitação, seu corpo foi jogado no mar, a mando de Úlpio, mas Eusébio o resgatou e sepultou numa necrópole da Via Ostiense junto com os corpos do diácono Arquelau e do bispo Quiríaco.

## Vida
Máximo era um presbítero que vivia em Óstia junto do diácono Arquelau, do bispo Quiríaco e Áurea. Operou milagres de tal magnitude que, assim que se juntou a Censorino, que estava aprisionado, as correntes foram liberadas de suas mãos e pés instantaneamente. Então Máximo abriu a boca e dirigiu-se aos guardas: "Irmãos, abandonem os demônios e todos aqueles ídolos e reconheçam o Senhor Jesus Cristo, o perpétuo rei, que sempre existiu e vive e que virá para julgar os vivos e os mortos, e o mundo pelo fogo para o céu e a terra passarão, mas meu Senhor Jesus Cristo viverá agora e sempre e por toda a eternidade". Os guardas perguntaram a Máximo: "E o que devemos fazer, para que possamos reconhecer o que você prega?" E ele respondeu: "Cada um de vocês seja batizado, e creia em Cristo, nosso Deus, e abandone os ídolos sem sentido e faça penitência, porque você tem ultrajado o Seu santo nome sem saber, e matou muitos dos Seus santos". 16 soldados (Félix, Máximo, Taurino, Herculano, Nevino, Historacino, Mena, Comódio, Hérmis, Mauro, Eusébio, Rústico, Monáxio, Armandino, Olímpio, Eipro e Teodoro) se atiraram em seus pés, desejando serem batizados.
No mesmo lugar, havia um sapateiro, cujo filho de 10 anos Faustino havia falecido. Ele estava lamentando a morte de seu filho, quando Quiríaco, Máximo e Áurea passaram. Então Máximo lhe disse: "Você aí, acredite em Jesus Cristo nosso Deus na presença de todos nós, e você viverá e receberá seu filho!" Mas ele disse em lágrimas: "Em que devo acreditar? Em algo que eu tenho insultado desde a minha juventude?" E Máximo respondeu: "Faça penitência, porque Deus não responde ao nosso arrependimento de acordo com os nossos pecados, mas age de acordo com a sua grande compaixão". Então o sapateiro disse: "Eu acredito em Jesus Cristo nosso Deus". E Máximo o batizou antes de levar Quiríaco e Máximo a seu filho, que foi ressuscitado pelas orações de Quiríaco. Mais adiante, o vigário Úlpio Rômulo, após torturar Áurea, ordenou que Máximo e Arquelau fossem levados diante dele, e a eles disse: "Através de vocês e seus ensinamentos as pessoas insultam os nomes dos deuses e enganam as pessoas, para que não creiam de acordo com o costumes antigos". Máximo respondeu: "Não somos nós que enganamos as pessoas, mas tanto quanto a graça de Deus permite através desse mesmo Jesus Cristo nosso Deus, nós nos libertamos dos erros mundanos, e lidamos com a propriedade em Seu santo nome". Então Rômulo disse: "Estes homens deveriam morrer". E ordenou que Quiríaco, Máximo e Arquelau e todos os soldados que converteram fossem decapitados perto do arco (de Caracala) em frente ao teatro e ordenou que seus corpos fossem jogados no mar. Eusébio recolheu os corpos, escondendo-os perto da costa marítima, nos campos, e enterrando-os perto de Roma, na necrópole da Via Ostiense.